# Prunella vulgaris

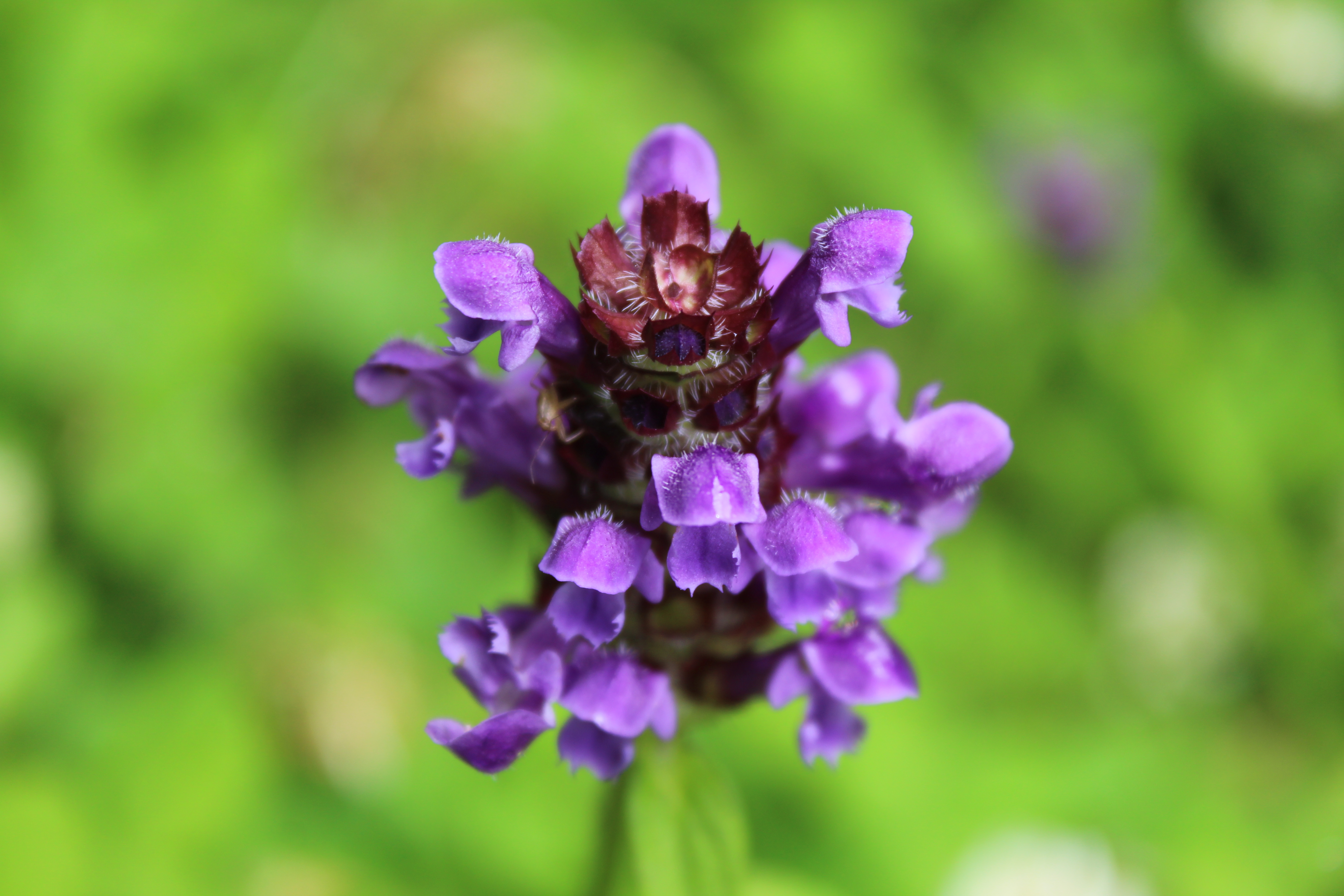
Detalle de la flor

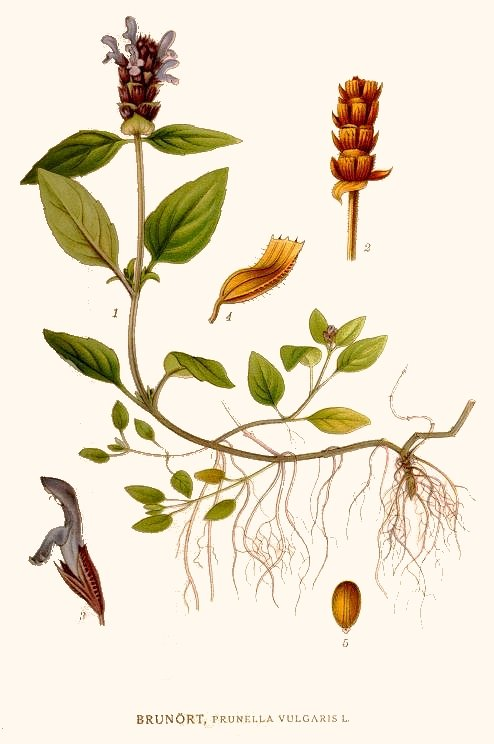
Ilustración

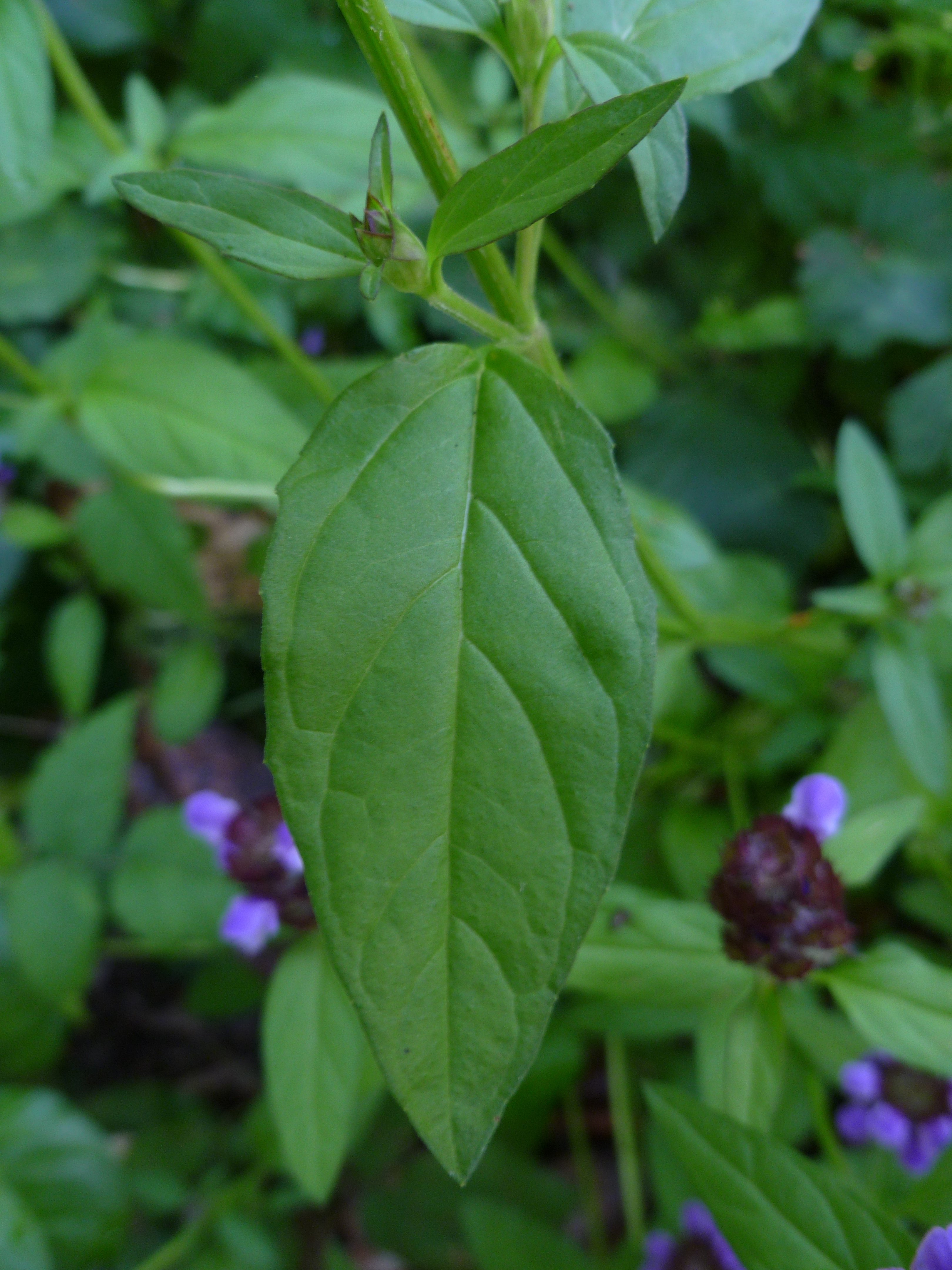
Detalle de la hoja

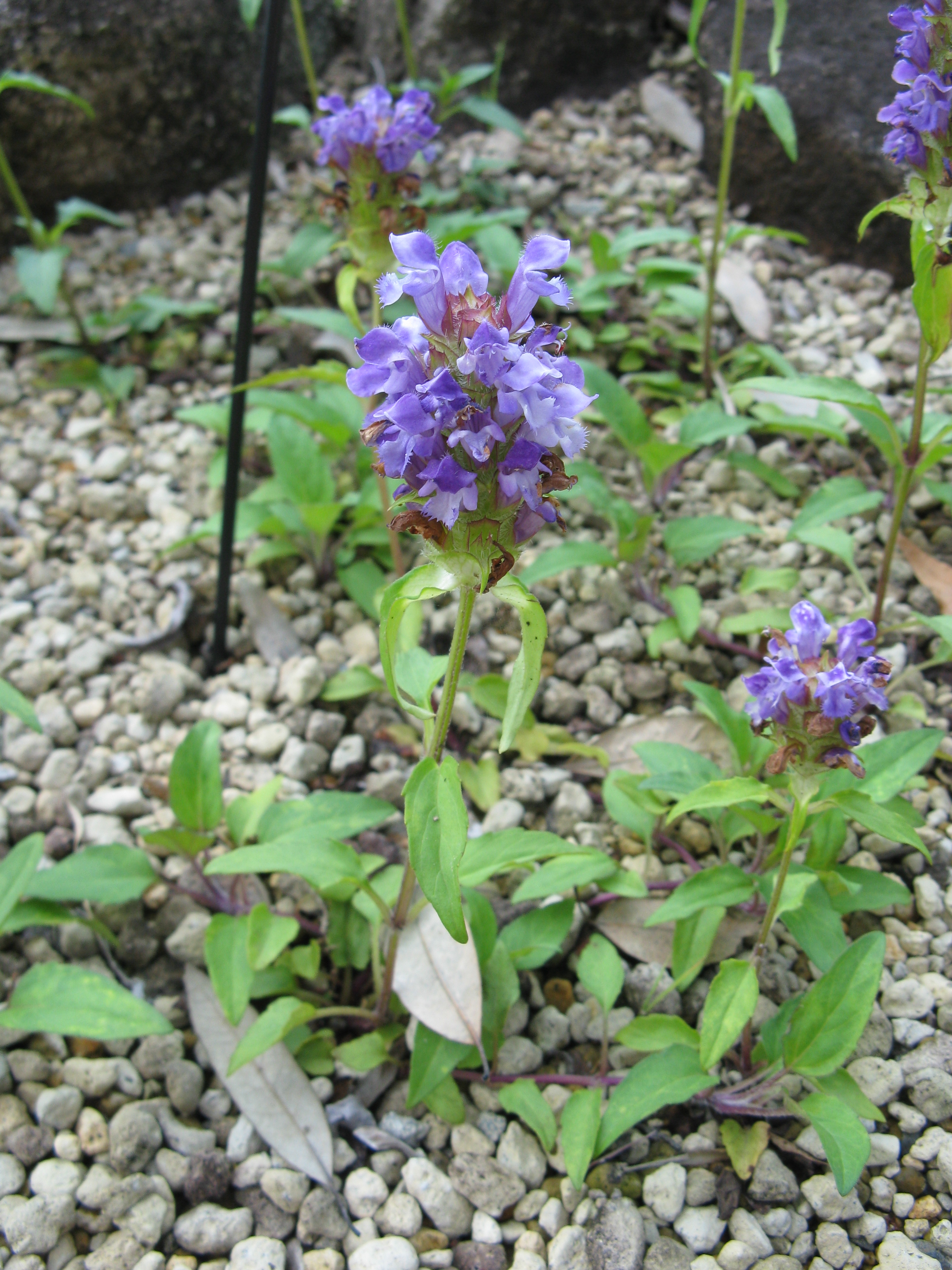
Vista de la planta en su hábitat

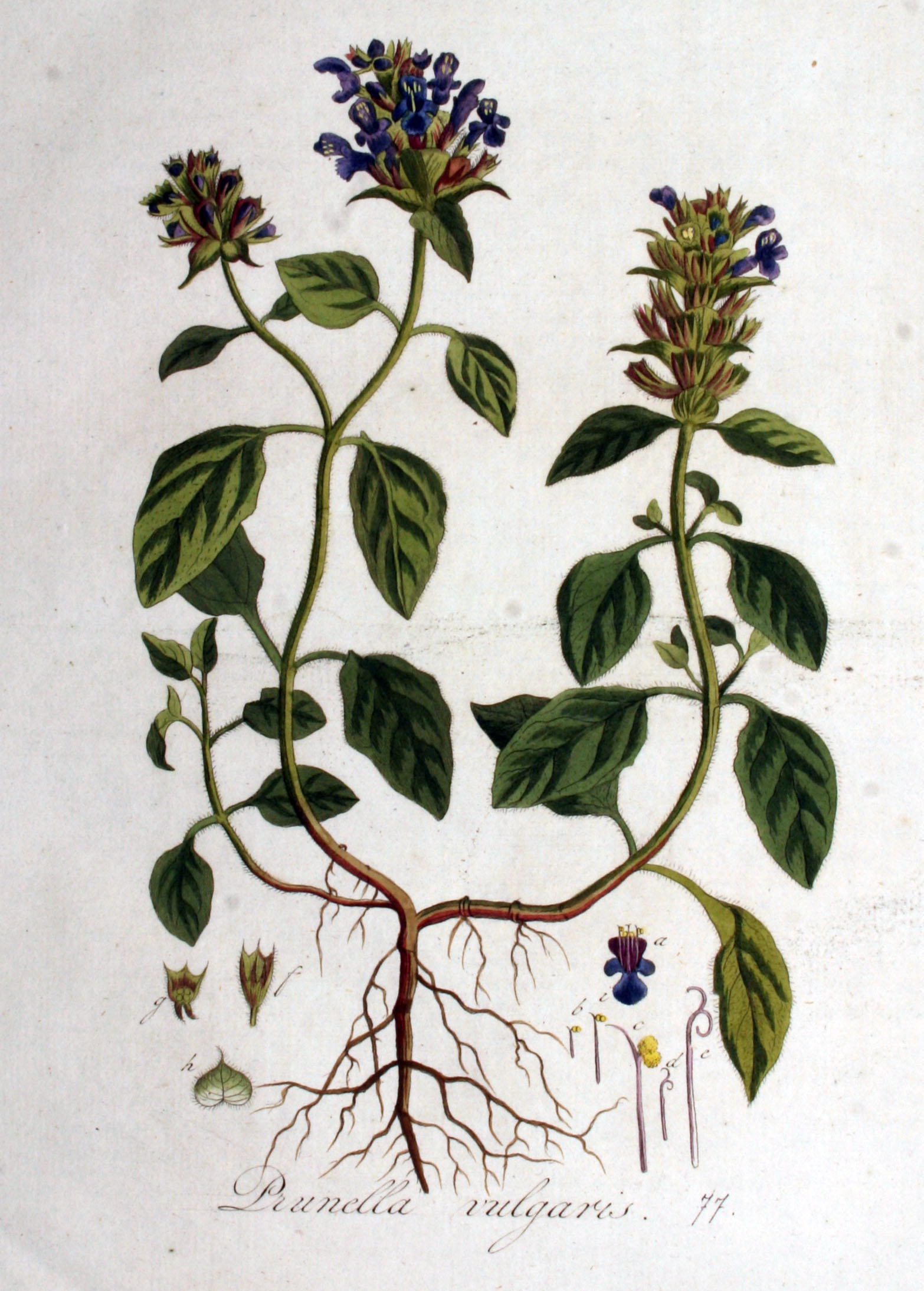
Ilustración en Flora Batava

La consuelda menor (Prunella vulgaris) es una especie de planta medicinal con flores, perteneciente a la familia Lamiaceae. 

## Distribución y hábitat
Se le encuentra en Europa, Asia y Norteamérica, así como en muchos climas templados. Es originaria de las zonas templadas de Asia y Europa. Crece en lugares húmedos cercanos a bosques y corrientes de agua.

## Caracteres
Es una planta perenne de hasta 60 cm de altura, más o menos pubescente. Tallo cuadrado de color violáceo de hasta 50 cm de altura, aunque generalmente no sobrepasan los 30 cm, erecto. Las hojas alcanzan 2-5 cm de largo, son opuestas y algo dentadas, cuneadas en la base, con peciolo de hasta 4 cm de longitud. Las flores son de color azul violeta que se agrupan en espigas terminales, cáliz tubular con 5 dientes y un anillo de pelos en su interior; corola bilabiada de 13 a 15 mm de longitud, de color violeta azulado oscuro. Fruto constituido  por 4 nuececillas. Florece en primavera y verano.

## Hábitat
Frecuente en los bordes de corrientes de agua y en prados húmedos.

## Propiedades medicinales
- Por vía interna es útil en las diarreas.
- En forma de gárgaras se utiliza para caso de anginas o faringitis.
- Para la hemorroides se consume en ensaladas.
- Como cataplasma se usa en la cauterización de heridas a través de la alantoína.

Es tomado internamente como un té medicinal para el dolor de garganta, fiebre, diarrea, hemorragias internas, y para aliviar dolencias de hígado y corazón. Por vía tópica, una cataplasma de la planta se aplica a la piel irritada, como la de las toxinas de la ortiga. Una cataplasma de consuelda también sirve como agente desinfectante y se usa para envolver heridas en ausencia de otros materiales para el cuidado de heridas. Fue considerada por los chinos que puede "cambiar el curso de una enfermedad crónica". En la medicina tradicional austriaca Prunella vulgaris se ha utilizado internamente como té para el tratamiento de los trastornos de las vías respiratorias y las infecciones.
Química
Constituyentes químicos activos de la planta son el ácido betulínico , D-alcanfor, D -fenchona, cianidina, delfinidina, hiperósido, manganeso, ácido láurico, ácido oleanólico, ácido rosmarínico, ácido mirístico, rutina, ácido linoleico, ácido ursólico, beta-sitosterol, lupeol y taninos.
Estudios in vitro  han demostrado que tiene una acción antibacteriana, al inhibir el crecimiento de  pseudomonas, Bacillus typhi, E. coli, Mycobacterium tuberculi. También se muestra prometedor en la investigación para el SIDA, y alergias.

## Taxonomía
Prunella vulgaris fue descrita por Carlos Linneo y publicado en Species Plantarum 600. 1753.
Citología
Número de cromosomas de Prunella vulgaris (Fam. Labiatae) y táxones infraespecíficos: 2n=28. 2n=29, 30. 2n=28.
Variedades y Sinonimia
subsp. asiatica (Nakai) H.Hara, Enum. Sperm. Jap. 1: 222 (1948). De China hasta las Islas Aleutianas.
- Prunella asiatica Nakai, Bot. Mag. (Tokyo) 44: 19 (1930).
- Prunella japonica Makino, Bot. Mag. (Tokyo) 28: 158 (1914).

subsp. estremadurensis Franco, Nova Fl. Portugal 2: 567 (1984). De Portugal.
subsp. hispida (Benth.) Hultén, Kongl. Svenska Vetensk. Acad. Handl., IV, 13: 366 (1971). Sur de India, Assam y centro sur de China.
- Prunella hispida Benth. in Wall., Pl. Asiat. Rar. 1: 66 (1830).
- Prunella cinerea Raf., New Fl. 2: 30 (1837).
- Prunella stolonifera H.Lév. & Giraudias, Repert. Spec. Nov. Regni Veg. 12: 286 (1913).

subsp. lanceolata (W.P.C.Barton) Piper & Beattie, Fl. N.W. Coast: 311 (1915). De China y del norte y sur de América.
- Prunella pennsylvanica var. lanceolata W.P.C.Barton, Fl. Philadelph. Prodr.: 64 (1815).
- Prunella canadensis Mill., Gard. Dict. ed. 8: 4 (1768).
- Prunella caroliniana Mill., Gard. Dict. ed. 8: 6 (1768).
- Prunella parviflora Gilib., Fl. Lit. Inch. 1: 88 (1782), opus utique oppr.
- Prunella laciniata Walter, Fl. Carol.: 163 (1788), nom. illeg.

subsp. vulgaris. De Macaronesia, Norte de África y Eurasia, se cultiva en todo el mundo.
- Prunella officinalis Crantz, Stirp. Austr. Fasc., ed. 2, 4: 279 (1763).
- Prunella novae-angliae Mill., Gard. Dict. ed. 8: 7 (1768).
- Prunella latifolia Donn, Hortus Cantabrig., ed. 2: 80 (1800).
- Prunella longifolia Pers., Syn. Pl. 2: 137 (1806).
- Prunella ovata Pers., Syn. Pl. 2: 137 (1806).
- Prunella parviflora Lej., Fl. Spa 1: 35 (1811).
- Prunella pennsylvanica Bigelow, Fl. Boston.: 144 (1814).
- Prunella pennsylvanica var. ovata W.P.C.Barton, Fl. Philadelph. Prodr.: 64 (1815).
- Prunella aequinoctialis Kunth in F.W.H.von Humboldt, A.J.A.Bonpland & C.S.Kunth, Nov. Gen. Sp. 2: 323 (1818).
- Prunella hirta Bernh. ex Steud., Nomencl. Bot. 1: 661 (1821).
- Prunella incisa Link, Enum. Hort. Berol. Alt. 2: 121 (1822).
- Prunella reptans Dumort., Fl. Belg.: 44 (1827).
- Prunella surrecta Dumort., Fl. Belg.: 44 (1827).
- Prunella australasica Moric. ex Buch.-Ham., Bull. Bot. (Geneva) 1: 162 (1830).
- Prunella australis Sweet, Hort. Brit., ed. 2: 410 (1830).
- Prunella fischeriana Buch.-Ham., Bull. Bot. (Geneva) 1: 164 (1830).
- Prunella angustifolia Wender., Schriften Ges. Beförd. Gesammten Naturwiss. Marburg 2: 258 (1831).
- Prunella dissecta Wender., Schriften Ges. Beförd. Gesammten Naturwiss. Marburg 2: 257 (1831).
- Prunella hirsuta Wender., Schriften Ges. Beförd. Gesammten Naturwiss. Marburg 2: 257 (1831).
- Prunella elongata Douglas ex Benth., Labiat. Gen. Spec.: 417 (1834).
- Prunella cordata Raf., New Fl. 2: 31 (1837).
- Prunella heterophyla Raf., New Fl. 2: 31 (1837).
- Prunella mariquitensis Willd. ex Benth., Linnaea 11: 345 (1837).
- Prunella microphylla Raf., New Fl. 2: 29 (1837).
- Prunella obtusifolia Raf., New Fl. 2: 32 (1837).
- Prunella petiolaris Raf., New Fl. 2: 30 (1837).
- Prunella reticulata Raf., New Fl. 2: 31 (1837).
- Prunella rosea Raf., New Fl. 2: 31 (1837).
- Prunella sessilifolia Raf., New Fl. 2: 30 (1837).
- Prunella caerulea Gueldenst. ex Ledeb., Fl. Ross. 3: 393 (1849).
- Prunella purpurea Gueldenst. ex Ledeb., Fl. Ross. 3: 393 (1849).
- Prunella browniana Penny ex G.Don in J.C.Loudon, Suppl. Hort. Brit. 1: 597 (1850).
- Prunella alpina Schur, Verh. Mitth. Siebenbürg. Vereins Naturwiss. Hermannstadt 4: 59 (1853).
- Prunella algeriensis Noë, Bull. Soc. Bot. France 2: 582 (1855).
- Prunella pratensis Schur, Enum. Pl. Transsilv.: 543 (1866).
- Prunella capitellata Beck, Ann. K. K. Naturhist. Hofmus. 2: 146 (1887).
- Prunella scaberrima auct., Proc. Biol. Soc. Wash. 13: 206 (1900).
- Prunella gracillicaulia A.P.Khokhr., Byull. Glavn. Bot. Sada 175: 54 (1997).[18]

## Nombres comunes
- Castellano: azafate de la reina, brunela, brunelda, consolda, consuelda, consuelda menor, consuelda silvestre, erico, érico, hierba de carpintero, hierba de las heridas, hierba del carpintero, hierba del podador, manguera, morenilla entera, morenilla pobre, prunela, prunella, suelda, suelda-cortaduras, uña de caballo, uñas de caballo, yerba de las heridas, yerba del podador.[15]